# Geografija u Sloveniji
Geografija u Slovenija ima značajnu odgojnu i znanstveno-istraživačku ulogu. Slovenski geografi su zaposleni u pedagoškim službama, hidrometeorološkim centrima, u turizmu, prostornom planiranju, statistici, novinarstvu i na puno drugih područja rada. Najpoznatije geografske organizacije u Sloveniji su Geografski institut Antona Melika, Institut za istraživanje krasa ZIC SAZU, Odjel za geografiju Sveučilišta u Ljubljani te krovni strukovni Savez geografskih društava Slovenije. Slovenski geografi su također dobili mogućnost dobivanja licencije za izradu prostornih planova.
Geografska znanost u Sloveniji ima veliki društveni značaj: podučava se u osnovnim i srednjim školama, geografi se obrazuju u Ljubljani (Odjel za geografiju Filozofskog fakulteta; Pedagoški fakultet), Kopru (Fakultet za humanističke znanosti) i Mariboru (Odjel za geografiju Pedagoškog fakulteta). Akademskom geografijom u Sloveniji se posebice bavi Geografski institut Antona Melika ZIC SAZU.
Među slovenskim znanstvenicima i profesorima geografije najznačajniji su: Artur Gavazzi, Anton Melik, Svetozar Ilešič, Ivan Gams, Darko Radinja, Igor Vrišer, Drago Perko, Dušan Plut, Anton Gosar, Milan Orožen Adamič, Jernej Zupančič, Matej Gabrovec, Maja Topole, Karel Natek, Igor Žiberna, Franci Petek, Milan Natek, Drago Meze, Milan Šifrer, Jurij Kunaver, Vladimir Klemenčič, Marijan M. Klemenčič, Andrej Černe, Andrej Mihevc, Marko Krevs, Franc Lovrenčak, Darko Ogrin, Metka Špes, Marjan Ravbar, Vladimir Drozg, Ana Vovk Korže, Lučka Lorber itd.

## Povijest
Prvi značajniji geograf bio je Janez Vajkard Valvasor koji je 1689. godine u djelu Die Ehre des Herzogthmus Crain zapisao mnoštvo geografskih podataka s područja društvene geografije. Prvu važnu kartu Vojvodine Kranjske izradio je u 18. stoljeću Dizma Florjančič. Važna povijesna prekretnica dogodila se osnutkom geografskog odjela na ljubljanskom sveučilištu u akademskoj godini 1920./21 koju je prvi vodio hrvatski geograf talijanskog podrijetla Artur Gavazzi, a nakon njega najistaknutiji slovenski geograf Anton Melik. Nakon Drugog svjetskog rata, točnije 1946. godine, pod okriljem Slovenske akademije znanosti i umjetnosti osnovan je Geografski institut, iste godine i Geografski muzej koji je do danas ostao dio Geografskog instituta. Za slovensku geografiju važan je doprinos amaterskih istraživača.

## Više informacija
- popis slovenskih geografa
- geografija Slovenije

## Vanjske poveznice
- GEOGrafija.si  Arhivirana inačica izvorne stranice od 1. ožujka 2009. (Wayback Machine)
- Geografski institut Antona Melika  Arhivirana inačica izvorne stranice od 23. siječnja 2008. (Wayback Machine)
- Institut za istraživanje krasa
- Odjel za geografiju Sveučilišta u Ljubljani  Arhivirana inačica izvorne stranice od 18. prosinca 2008. (Wayback Machine)
- Savez geografskih društva Slovenije  Arhivirana inačica izvorne stranice od 22. listopada 2008. (Wayback Machine)
- Društvo SCGIS Slovenija  Arhivirana inačica izvorne stranice od 8. rujna 2008. (Wayback Machine)
- Odjel za geografiju Sveučilišta u Mariboru  Arhivirana inačica izvorne stranice od 13. veljače 2009. (Wayback Machine)